# Paracinipe zebrata
Paracinipe zebrata är en insektsart som först beskrevs av Brunner von Wattenwyl 1882.  Paracinipe zebrata ingår i släktet Paracinipe och familjen Pamphagidae. Inga underarter finns listade i Catalogue of Life.